# Casasco
Casasco (Casasch in dialetto tortonese) è un comune italiano di 130 abitanti della provincia di Alessandria, in Piemonte, situato su un crinale spartiacque tra le valli Curone e Grue.

## Storia
Nel Medioevo Casasco appartenne prima al comitato e poi all'episcopato di Tortona. Solo in seguito venne infeudato a diverse famiglie genovesi e seguì le vicende della valle Grue. Nel corso del tardo XV secolo, nella Val Curone assunse popolarità il bandito Piero Ceraglio da Casasco, autore di numerose scorribande ai danni dei grandi proprietari terrieri circostanti. 
Dall'età moderna alla contemporanea
Nel corso del XVIII è inquadrabile la ricostruzione della chiesa locale dedicata a Santo Stefano. Nel corso del XIX secolo, il borgo cresce in termini di occupazione, speranza di vita, istruzione popolare e demografia. Durante la seconda metà del XX invece si avverte un abbassamento demografico perdurante tuttora. Il 4 Maggio 2021 viene installata una "Big Bench" con vista panoramica ed il 15 Novembre 2023 viene inaugurato il "percorso di contemplazione Laudato Si' ". 

### Simboli
Lo stemma e il gonfalone del comune di Casasco sono stati concessi con decreto del presidente della Repubblica del 21 aprile 1999.
Le bande d'oro e di nero sono riprese dal blasone della nobile famiglia Bussetti.
Il gonfalone è un drappo di giallo.

## Società

### Evoluzione demografica
Negli ultimi 100 anni, il comune ha perso quasi l'80% della popolazione residente.
Abitanti censiti

## Amministrazione
Di seguito è presentata una tabella relativa alle amministrazioni che si sono succedute in questo comune.
| Periodo        | Periodo        | Primo cittadino         | Partito                                        | Carica  | Note  |
| -------------- | -------------- | ----------------------- | ---------------------------------------------- | ------- | ----- |
| 28 giugno 1985 | 1º giugno 1990 | Ernesto Sartorotti      | Partito Socialista Italiano                    | Sindaco | [ 9 ] |
| 1º giugno 1990 | 23 aprile 1993 | Ernesto Sartorotti      | Partito Socialista Italiano                    | Sindaco | [ 9 ] |
| 2 maggio 1993  | 24 aprile 1995 | Angelo Giovanni Zanassi | Democrazia Cristiana                           | Sindaco | [ 9 ] |
| 24 aprile 1995 | 14 giugno 1999 | Giorgio Perfumo         | centro-sinistra                                | Sindaco | [ 9 ] |
| 14 giugno 1999 | 14 giugno 2004 | Giorgio Perfumo         | lista civica                                   | Sindaco | [ 9 ] |
| 14 giugno 2004 | 8 giugno 2009  | Angelo Daglio           | lista civica                                   | Sindaco | [ 9 ] |
| 8 giugno 2009  | 26 maggio 2014 | Angelo Daglio           | lista civica                                   | Sindaco | [ 9 ] |
| 26 maggio 2014 | 26 maggio 2019 | Enrico Mandirola        | lista civica: Grappolo d'uva con spighe        | Sindaco | [ 9 ] |
| 26 maggio 2019 | 9 giugno 2024  | Enrico Mandirola        | lista civica: Grappolo d'uva e spighe di grano | Sindaco | [ 9 ] |
| 9 giugno 2024  | in carica      | Enrico Mandirola        | lista civica: Spighe di grano e grappolo d'uva | Sindaco | [ 9 ] |

### Altre informazioni amministrative
Il comune faceva parte della Comunità Montana Valli Curone Grue e Ossona.